# Premiul Satellite pentru cea mai bună miniserie sau film TV
Premiul Satellite pentru cea mai bună miniserie sau film TV este acordat anual de  Academia Internațională de Presă începând cu 1996 (între 1999-2010 nu s-a acordat):

## Câștigători și nominalizați

### Anii 1990
- 1996: Gulliver's Travels 
  - Pride and Prejudice
  - If These Walls Could Talk
  - The Siege at Ruby Ridge
  - The Summer of Ben Tyler

- 1997: Don King: Only in America
  - Breast Men
  - George Wallace
  - Miss Evers' Boys
  - The Odyssey
  - Weapons of Mass Distraction

- 1998: From the Earth to the Moon 
  - More Tales of the City
  - Bright Shining Lie
  - Gia
  - Thanks of a Grateful Nation

### Anii 2010
| An   | Câștigători și nominalizați     | Regizor(i)                                                                           | Rețea       |
| ---- | ------------------------------- | ------------------------------------------------------------------------------------ | ----------- |
| 2011 | Mildred Pierce                  | Todd Haynes                                                                          | HBO         |
| 2011 | Cinema Verite                   | Shari Springer Berman și Robert Pulcini                                              | HBO         |
| 2011 | Downton Abbey                   | Brian Percival, Ben Bolt, Brian Kelly, Andy Goddard, James Strong, and Ashley Pearce | PBS         |
| 2011 | Page Eight                      | David Hare                                                                           | PBS         |
| 2011 | Thurgood                        | Michael Stevens                                                                      | HBO         |
| 2011 | Too Big To Fail                 | Curtis Hanson                                                                        | HBO         |
| 2012 | Hatfields & McCoys              | Kevin Reynolds                                                                       | History     |
| 2012 | Birdsong                        | Philip Martin                                                                        | PBS         |
| 2012 | The Crimson Petal and the White | Marc Munden                                                                          | BBC America |
| 2012 | Game Change                     | Jay Roach                                                                            | HBO         |
| 2012 | Hemingway & Gellhorn            | Philip Kaufman                                                                       | HBO         |
| 2012 | Luther                          | Sam Miller                                                                           | BBC America |
| 2012 | Sherlock                        | Toby Haynes, Euros Lyn și Paul McGuigan                                              | PBS         |
| 2012 | Wallander                       | Philip Martin și Niall MacCormick                                                    | PBS         |